# Avery Clark
Avery Bailey Clark est un personnage de la série télévisée Les Feux de l'amour interprété par Jessica Collins du 27 juillet 2011 au 21 juillet 2015 aux États-Unis. Ce personnage arrive en France le 6 janvier 2015 sur TF1.

## Histoire

### Son arrivée à Genoa: la défense de Sharon et.. son lien avec Phyllis
- Avery fait sa première apparition à Genoa le 27 juillet 2011. C'est une avocate réputée et très coriace, c'est pourquoi Victor Newman l'engage pour faire sortir son ex-belle-fille Sharon de prison, accusée à tort du meurtre de Skye Lockhart, la femme de son fils Adam. Avery trouve l'affaire intéressante, cependant, elle n'est pas sur de défendre Sharon au début puisqu'elle a d'autres clients à New-York, la ville d'où elle vient. Finalement, Victor la convainc d'abandonner ses affaires en cours pour Sharon. Lorsqu'elle va la voir en prison, Sharon lui raconte tout ce qui s'est passé pour qu'elle se retrouve ici et notamment le fait qu'Adam ne veuille pas utiliser la carte mémoire de son appareil photo pour l'innocenter (voir les articles sur Sharon et Adam). Elle décide alors, dans un premier temps, de draguer Adam pour essayer d'en savoir plus sur cette carte mémoire sauf que dès leur première rencontre, Adam la repère, sachant déjà qui elle est. De plus, il lui avoue plus tard à demi-mot qu'il a jeté la carte mémoire dans le ruisseau dans le parc de Genoa. Elle change alors de stratégie : elle tente d'organiser un nouveau procès pour Sharon en montrant qu'il y a eu vice de procédure dans le premier. Pour ce faire, elle révèle que les jurés se connaissaient déjà avant le début du procès et met le procureur au pied du mur qui est obligé de lui céder.
- Très vite, on remarque qu'Avery fuit Phyllis quand elles sont amenées à se croiser. En discutant avec Adam, elle apprend que le deuxième prénom d'Avery est Bailey, ce qui la perturbe sur le coup. Adam le voit et lui demande si elle ne la connaîtrait pas. Phyllis répond que non mais arrivée au bureau, elle s'empresse de chercher des informations sur Avery ainsi qu'une photo d'elle. Et là, elle la reconnaît : c'est sa petite sœur ! Elle se rend immédiatement à l'Athlétic Club et la croise au rez-de-chaussée. Elles montent dans la chambre d'Avery pour discuter. Adam tente d'écouter leur conversation mais il n'arrive pas à entendre ce qu'elle se disent. Phyllis lui demande ce qu'elle fait ici et pourquoi avoir changé son nom de famille. Avery comprend tout de suite qu'elle n'est pas la bienvenue dans la vie de sa sœur et est déçue qu'elle ne soit pas contente de la revoir après toutes ces années. Elle lui avoue qu'elle s'est mariée, à l'université, avec un autre étudiant en fac de droit et qu'elle a gardé son nom de famille après leur divorce mais aussi qu'elle a suivi tout son parcours depuis qu'elle est partie de Darien. Elles finissent par se disputer. Avery lui reproche de l'avoir laissé tomber en partant de la maison alors qu'elle était son modèle. Phyllis lui demande alors de ne pas regarder vers le passé mais vers l'avenir et lui interdit de parler de leur lien à qui que ce soit. Cependant, après cette conversation, Phyllis en parle à Michael et quand Avery la cite à comparaître, il décide de la représenter. Au début de la séance qui a lieu à huis clos, Avery demande à Phyllis si leur lien influencera son témoignage dans cette affaire. Phyllis répond que non mais pendant la séance, elle donne peu d'informations sur ce qu'elle sait et se montre hautaine envers Avery.
- Quelques jours plus tard, Avery prend un café au Néon Ecarlate quand elle voit Nick & Phyllis s'embrasser sur la terrasse. Plus tard, elle demande à Nick de la rejoindre au tribunal pour lui parler du nouveau procès qui approche à grands pas. Mais Phyllis l'appelle après pour lui dire qu'elles doivent se parler et qu'elle la rejoint. Quand Phyllis arrive au tribunal, Avery lui dit qu'elle est surprise qu'elle l'ait appelé alors qu'elle lui a dit qu'elle ne souhaitait avoir aucune relation avec elle. Elles discutent quand Nick arrive et entend Phyllis dire qu'elle ne souhaite pas qu'il sache qu'elles sont sœurs.
- En septembre 2011, avant le début du procès, Avery fait appel à l'un de ses étudiants stagiaires, Ricardo Williams, afin qu'il vérifie les casiers judicaires des jurés qu'elle a sélectionnée. Elle apprend rapidement qu'il est le demi-frère d'Heather Stevens, procureur contre Sharon dans cette affaire. Lorsqu'Adam revient en ville (après avoir subi une opération chirurgicale), Avery lui demande de témoigner pour Sharon. Mais en même temps, Heather le cite à comparaitre et donc l'oblige à témoigner contre Sharon.
- Lors de la première audition de ce nouveau procès, Adam expose son infidélité avec Sam, affirme qu'elle a voulu abandonné ses enfants et dit qu'il ne sait pas si Sharon a tué Skye. Mais Avery le discrédite quand elle le fait lire devant la cour le compte rendu du témoignage qu'il a fait après la première arrestation de Sharon dans lequel il dit qu'elle n'aurait jamais pu tuer Skye et qu'elle n'était pas allée à Hawai dans ce but. Sentant que le procès débute mal pour lui, le procureur propose le jour-même une offre à Sharon : si elle plaide coupable, elle ne fera que 18 mois de prison. Sharon accepte au grand regret de Victor et Avery. Pour lui faire changer d'avis au dernier moment, Avery demande à Nick d'emmener Noah et Faith au tribunal lorsque Sharon rendra sa décision au juge. Sa stratégie se révèle payante puisqu'en voyant ses enfants, Sharon refuse la proposition du procureur. Elle ne veut pas reconnaître quelque chose qu'elle n'a pas fait. Le lendemain, Sharon découvre que Daisy Carter est incarcérée dans la même prison qu'elle. C'est d'ailleurs qui la secoure quand une prisonnière l'agresse. Avery se rend immédiatement en prison après avoir appris la nouvelle et voit Sharon et Daisy ensemble. Elle fait connaissance avec Daisy, qui rapidement lui demande l'aide afin que Phyllis lui amène sa fille. Avery accepte de la représenter et Daisy dépose une injonction contre Phyllis, l'obligeant à lui ramener Lucy. Quand Phyllis l'apprend, elle est furieuse contre Avery. Elle pense qu'elle est venue à Genoa pour la détruire et se venger de son abandon mais dans le cas présent, elle nuit à la sécurité de Lucy. Phyllis refuse qu'elle ait un contact avec sa mère. Après avoir entendu leur discussion, Nick discute avec Avery. Il veut connaitre leur enfance et savoir comment elles en sont arrivées là. Avery lui avoue qu'elles étaient très proches plus jeunes et qu'elle idolâtrait Phyllis. De nombreux drames avaient lieu dans leur famille mais elles réussissaient à les surmonter ensemble. De plus, elle lui avoue qu'elles adoraient jouer aux jeux vidéo ensemble. Nick lui avoue alors que Phyllis et lui jouaient aussi aux jeux vidéo quand ils étaient mariés. Après cette discussion, Avery semble voir Nick autrement.
- Le 7 octobre 2011, Phyllis apprend par Malcolm que Devon est le fils de Tucker. Elle décide d'écrire un article dessus mais Nick refuse catégoriquement. Cependant, ne faisant qu'à sa tête, elle le publie en ligne quand même. Quand elle le dit à Nick, ils se disputent et il s'en va à l'Athlétic Club. Après s'être violemment disputé avec Danny, elle décide de le rejoindre mais elle a la mauvaise surprise de le voir avec Avery.
- Peu après, un soir d'octobre peu avant Halloween, tous les suspects du meurtre de Diane sauf Adam reçoivent un message de Ronan qui leur demande de les rejoindre dans un entrepôt à la sortie de l'autoroute pour discuter car il y a une fuite au poste. En réalité, ce n'est pas Ronan qui leur a envoyé les messages car quelqu'un lui a volé son portable alors qu'il surveillait la maison de Genevieve Atkinson quelques heures plus tôt. En pensant que le message vient de Ronan, tous vont à l'entrepôt et sont surpris les uns les autres de s'y voir. Puis soudain, un film se déclenche, montrant les dernières images de chacun des suspects avec Diane au parc, souvent avec de la violence, ce qui les rend suspicieux les uns envers les autres. Le fait que Ronan ne soit pas là les intrigue mais ils en profitent pour cacher le lecteur avant qu'il n'arrive. C'est alors que Nick et Victor commencent à se demander si ce n'est pas Adam, le seul suspect du meurtre qui n'est pas là, qui les a réuni ici. Mais, parallèlement, Adam a lui aussi été contacté anonymement pour aller à la foire aux citrouilles. Arrivé, là-bas, il ne voit personne mais soudain, il voit une citrouille habillée d'une tenue de bonne sœur. Pour lui, il n'y a alors plus l'ombre d'un doute, Patty Williams est de retour ! C'est alors que l'on voit à l'hôpital Myrna Murdock, la gouvernante de Genevieve, couverte de bandages, après avoir été gravement brûlée ce dans l'explosion du manoir de Geneviève le soir même, excepté au niveau de la jambe gauche, là où elle a le tatouage d'un chat noir, le même que celui de Patty. Myrna est donc Patty et c'est apparemment elle qui les tourmente avec les indices et la caméra de surveillance qu'elle a volés dans le parc la nuit du meurtre. Le soir même, Adam reçoit le portable de Ronan. Celui-ci lui rend visite juste après, pressé par Victor et Nick, pour l'interroger sur son absence à l'entrepôt quand il voit son portable et l'arrête pour vol. Il appelle Avery et lui demande d'être son avocate mais elle refuse. Cependant, Victor lui demande d'accepter afin qu'il se sente redevable et aide Sharon, dont les chances de sortir de prison deviennent de plus en plus minces.
- Pour prouver la culpabilité d'Adam, Nick décide de montrer la première photo qu'Ashley a reçu anonymement et les résultats du test ADN de l'empreinte qui était dessus, indiquant qu'elle appartenait à une personne qui avait un ADN très proche du sien. Mais Ronan pense que Nick a monté en quelque sorte cette preuve pour reporter les soupçons qu'il a sur lui sur quelqu'un d'autre. Phyllis décide alors d'aider Nick et pour savoir ce que pense vraiment Ronan, elle le drague et lui fait des avances. Mais, Ronan n'est pas dupe et sait pertinemment pourquoi elle agit ainsi. Cependant, il se montre assez intéressé.

### La libération de Sharon
- Après avoir beaucoup pensé à Sharon, Adam lui rend visite et lui demande pourquoi elle s'est fait passer pour morte et si elle a pensé à lui durant toute cette période. Sharon, plus que choquée, lui répond que oui et lui dit qu'elle était amoureuse de lui jusqu'au moment où elle est revenue, qu'il l'a quitté et qu'il a ruiné ses chances de s'en sortir en faisant disparaître la carte mémoire. Adam lui propose alors de l'aider mais elle refuse totalement et lui ordonne de s'en aller. Cependant, Adam, qui réalise toujours être amoureux de Sharon, va essayer de rattraper son erreur et décide de l'aider secrètement. Le 27 octobre 2011, Chance, sur l'affaire Colin Atkinson (voir Jill Foster et Cane Ashby), est de retour à Genoa. Heather lui avoue qu'elle l'aime toujours et qu'elle souhaite reprendre leur relation mais Chance lui dit que ses sentiments ont changé et que tout est fini entre eux. Le cœur brisé, Heather se rend au bar de l'Athlétic Club et commence à boire. Là, Adam la voit et l'invite à boire avec lui en toute amitié. Très vite, Heather devient ivre et décide de rentrer. Mais Adam lui dit de ne pas prendre le volant et lui propose de monter dans sa chambre pour se reposer. Réticente au début, Heather finit par accepter. Pendant qu'elle s'absente aux toilettes, il appelle Ricky (le demi-frère d'Heather) et lui demande de venir en urgence. Au retour d'Heather, Adam l'embrasse langoureusement devant la porte de sa chambre puis à l'intérieur pendant que Ricky prend des photos d'eux. Le lendemain, Adam va voir Sharon à la prison et lui dit qu'il l'a aidé sans qu'elle le sache. Mais Sharon ne prend pas ses paroles au sérieux jusqu'au moment où Avery, que Ricky a mis dans la confidence, lui dit ce qu'il a fait. Avery lui dit alors qu'elle utilisera les photos pour démontrer un vice de procédure. Mais en même temps, Adam fait comprendre à Heather qu'il s'est servi d'elle pour la discréditer et faire libérer Sharon.
- Le 2 novembre 2011, une nouvelle audition dans le procès de Sharon a lieu. Avant le début de la séance, Heather, qui est maintenant au courant pour les photos, demande à Avery de ne pas s'en servir mais leur conversation est coupée par le juge qui annonce l'ouverture de la séance. Dès le début de la séance, Avery dit au juge qu'elle a un nouvel élément à lui montrer, élément qui pourrait remettre en cause le procès. Mais au moment où elle s'apprête à lui montrer les photos, Ronan & Phyllis débarquent en disant détenir la preuve de l'innocence de Sharon et apportent au juge la carte mémoire tant recherchée. En effet, Ronan l'a retrouvé dans la rivière sous le pont du parc après avoir fait dragué l'eau dans le cadre de l'enquête sur le meurtre de Diane et Phyllis qui rendait visite à Ronan au poste l'a reconnu. Après avoir entendu le dernier échange entre Sharon et Skye sur le volcan, le juge retire toutes les charges contre Sharon, y compris celle concernant son évasion considérant qu'elle l'a payé tout le temps qu'elle est restée en prison. Sharon n'en revient pas et est plus qu'heureuse. Elle remercie Phyllis en pleurs et celle-ci lui dit de se souvenir, à l'avenir, que c'est elle qui l'a sauvé et non Avery, tout en profitant pour prendre l'enveloppe contenant les photos d'Adam et Heather sans que personne la voit. Après la libération de Sharon, Phyllis les poste en ligne, ce qui provoque une tornade médiatique et contraint Heather à quitter Genoa. Après qu'un journaliste lui ait montré l'article, Avery se rend dans les locaux de Restless Style et confronte Phyllis en lui disant qu'elle a fait ça surtout contre elle. Ricky arrive après et lui apprend qu'il compte porter plainte contre elle. Avery nargue alors Phyllis en lui disant qu'elle le représentera avec joie. Nick arrive à ce moment-là et apprend ce qu'a fait Phyllis. Il n'en revient pas. Phyllis et lui se disputent, Nick rompt avec elle et elle devient littéralement folle. Après ça, Nick se rend dans la chambre d'Avery afin de trouver un terrain d'entente avec elle puisque Ricky et elle attaquent aussi le magazine. Mais ils finissent par faire l'amour.

### La relation avec Nick
- Le lendemain, Phyllis appelle Nick pour avoir une discussion à tête reposée avec lui sur leur relation mais surtout pour le prévenir de l'appel qu'reçu Ronan et à son grand étonnement, c'est Avery qui décroche étant donné qu'il se lave. Elle lui dit qu'il est dans sa chambre mais un peu occupé. Phyllis lui dit que ce n'est pas grave et qu'elle va passer le voir. Quand Nick revient, Avery ne lui dit pas que Phyllis va passer pour qu'elle les surprenne. Alors quand Phyllis arrive, elle les surprend en train de se rhabiller et comprend qu'ils ont fait l'amour. Phyllis est furieuse contre Nick. Elle lui explique pourquoi elle était venue mais lui dit que cette fois, elle ne l'aidera pas. Phyllis discute plus tard avec Avery et on comprend pourquoi Phyllis a quitté la maison : leur père George a été accusé d'escroquerie et sachant qu'il était coupable, Phyllis a préféré partir que de porter le poids et la honte d'un père criminel. Mais quelques jours plus tard, lors de Thanksgiving, en emmenant Lucy à Daisy, Phyllis révèle à sa sœur que ce sont en fait leurs parents qui l'ont mise à la porte, justement parce qu'elle savait pertinemment qu'il était coupable et qu'elle l'a dénoncé. Avery lui avoue alors pour la première fois qu'elle savait aussi que leur père était coupable des crimes qu'on l'accusait. Ensuite, Phyllis se fait arrêter pour avoir volé les photos mais Nick parvient à la faire libérer en trouvant un arrangement avec Ricky. Peu après, Daisy appelle Danny pour lui dire que Lucy va retrouver sa mère grâce à sa tante. Il ne comprend pas sur le coup alors Daisy lui avoue qu'Avery est la sœur de sa mère. Danny confronte Phyllis juste après et ils finissent par se disputer. Alors, Danny s'en va glaner des informations auprès d'Avery.
- Peu après, Nikki revient en ville. Très vite, Ronan la suspecte du meurtre de Diane. Quelques jours seulement après son arrivée, elle avoue, ivre, à Victor qu'elle a bien tué Diane. Celui-ci décide alors de s'accuser du crime pour la protéger et demande à Adam de dire qu'il l'a vu tuer Diane dans le parc. Cependant, Sharon n'y croit pas du tout et demande à Avery de l'aider à faire libérer Victor. Elles ont alors l'idée de discréditer Adam. Pour ce faire, Sharon va voir Adam chez Newman Entreprises et décide de le séduire. Mais au moment où ils s'apprêtent à s'embrasser, Nick les surprend. Furieux, il confronte Avery après et lui demande pourquoi elle a eu cette idée. Elle comprend alors qu'il est jaloux d'Adam et qu'il aime toujours Sharon, comme il aime toujours Phyllis. Craignant que Nick ne veuille lui retirer une fois de plus la garde de Faith, Sharon demande à Avery de la représenter contre lui mais celle-ci lui dit qu'elle ne peut pas étant donné qu'elle a une relation avec lui.
- La relation entre Avery et Nick évolue peu. La nuit de la Saint-Sylvestre, Phyllis et Nick sont au Gloworn avec Ronan et Avery mais ils ne cessent de se regarder pendant qu'ils dansent avec leur partenaire respectif. Avery rompt avec Nick car elle refuse d'être sa roue de secours. Puis, c'est Ronan qui rompt avec Phyllis après l'avoir accompagné chez elle. Juste après, Nick arrive chez elle. Ils avouent chacun leur tour avoir été plaqué ce soir avant de se retrouver et de faire l'amour. Quelques jours plus tard, Nick lui dit qu'il souhaite se remettre avec elle mais Phyllis refuse, encore sous le choc de sa relation avec sa sœur.

### La mort de George et la libération de Daisy
- En février 2012, Avery et Phyllis sont en train de discuter quand leur mère appelle Avery pour lui dire que leur père a fait une crise cardiaque et qu'il est dans un état critique. Avery décide d'aller le voir à Darien et propose à Phyllis de l'accompagner mais celle-ci refuse. À son retour, elle lui apprend qu'il est condamné. Phyllis paraît insensible, cependant elle confie plus tard à Nick qu'elle a déchirée entre aller le voir et régler ses comptes ou ne pas y aller et laisser définitivement son passé derrière elle. Pendant ce temps, Avery, qui veut toujours se venger de sa sœur, essaye d'aider Daisy à sortir de prison et à récupérer la garde de Lucy. Daisy lui apprend que Ryder a filmé en secret une vidéo (de l'époque où Sarah, Daisy et Ryder retenaient Lauren et Jana en otage) sur laquelle on voit leur tante Sarah la menacer de la tuer si elle ne fait pas ce qu'elle lui dit. Après avoir retrouvé cette vidéo sur Internet, elle réussit à organiser une nouvelle audition pour elle le 27 février mais ce jour-là, Phyllis, poussée par Nick décide d'aller voir son père. À Genoa, Avery montre la vidéo au juge. Mais Michael met Daisy dans une position délicate en lui demandant pourquoi elle n'a pas tout fait pour sauver Lauren & Jana ou même simplement contacter la police. De plus, Kevin témoigne et la rend responsable de la descente aux enfers de Jana jusqu'à sa mort. Cependant, le juge plaide en faveur de Daisy, ce qui lui permet d'être libérée. Michael tente de prévenir Phyllis mais il ne parvient pas à la joindre. Alors il contacte Danny qui en allant chez sa mère tombe sur Daisy, avec Lucy dans les bras, qui lui dit qu'elle a obtenu un droit de visite illimité pour leur fille. De plus, lorsque Avery lui demande où est sa sœur, il lui dit qu'elle est au chevet de leur père. Pendant ce temps à Darien, se déroule une discussion houleuse entre Phyllis et son père George. À peine arrivée, il lui demande ce qu'elle fait là et lui ordonne de s'en aller. Phyllis sort dans la chambre un moment mais y retourne aussitôt car elle refuse de passer pour la méchante une nouvelle fois. Elle le supplie d'avouer qu'il a escroqué tous ces gens et qu'il a utilisé leur argent pour faire profiter sa famille. Entre-temps, Avery les rejoint et alors qu'elle les écoute derrière la porte, George avoue à Phyllis qu'elle avait raison depuis le début. Avery rentre dans la chambre et le confronte. Il nie, en disant qu'il a dit ça uniquement pour faire plaisir à Phyllis mais Avery se rend bien compte que c'est vrai. Déçue, elle fond en larmes et se rend compte que leur mère savait la vérité. Quand elle sort de la chambre avec Phyllis pour discuter, elle s'excuse auprès d'elle en lui disant qu'elle a basé sa carrière d'avocate sur un mensonge et qu'elle n'a finalement que fait libérer des criminels. Après la mort de George, Avery avoue à Phyllis qu'elle a fait libérer Daisy quelques heures plus tôt. Furieuse, Phyllis lui dit que ce sera la guerre entre elles si jamais Daisy obtient la garde de Lucy. Après que Nick lui ait dit où était sa mère, Danny arrive à l'hôpital mais son grand-père est déjà mort et sa mère et sa tante sont déjà parties. L'infirmière lui confie alors une boîte contenant les effets personnels de George et il y trouve une photo de Phyllis & Avery petites. Aucun des trois ne se rendent à ses funérailles.
- Après la libération de Daisy, Avery décide de ne plus la représenter, réalisant l'erreur qu'elle a faite. Alors Daisy réussit à récupérer ses droits parentaux sur Lucy puis la garde auprès d'un juge. Elle se fait alors un plaisir d'arracher Lucy des bras de Phyllis. Abattue, Nick vient la réconforter et lui dit une nouvelle fois qu'il souhaite se remettre avec elle. Phyllis accepte à condition qu'il ne l'abandonne pas encore pour Sharon ou bien pour Avery.
- Danny commence alors à subir des pressions de sa famille afin qu'il se batte pour récupérer Lucy, étant le seul à pouvoir faire quelque chose. Mais c'est surtout une discussion avec Avery qui lui fait prendre conscience de l'influence néfaste que Daisy aura sur Lucy, réflètant sa propre histoire avec son père et Phyllis. Quand Daisy l'apprend par Avery, elle lui propose d'élever leur fille avec elle, formant ainsi une vraie famille. Mais il refuse. Alors, elle soutient sa demande de rétablissement des droits parentaux sur Lucy auprès du juge en espérant qu'il la verrait autrement après ça et qu'ils finiraient ensemble. Mais après l'audition, Danny lui annonce franchement qu'elle se fait des illusions car son but est d'éloigner Lucy de son influence néfaste et d'en avoir la garde exclusive.
- Parallèlement, Jack engage Avery et poursuit son ex-fiancée Geneviève en justice pour avoir pu racheter Beauté de la Nature dans son dos à sa vente après avoir vu la somme qu'il proposait pour la racheter lui. En faisant cela, il incite la commission des marchés financiers à enquêter sur la vente de Beauté de la Nature. Victor donne à Michael le numéro d'un contact au sein de la commission pour ne pas être mêlé à l'enquête. Mais au moment ou Michael s'apprête à l'appeler, il apprend que Lauren a été arrêté après avoir brandi une arme sur Daisy et finit par oublier d'appeler le contact. Ce n'est qu'après avoir payé la caution de Lauren qu'il se souvient de la mission que Victor lui avait confié. Mais il est trop tard étant donné, qu'entre-temps, des hommes de la commission sont venus interrogés Victor et ont annulé la vente de Beauté de la Nature à Newman Entreprises, ce qui lui a fait perdre beaucoup d'argent. Quand Michael se présente au bureau de Victor pour s'excuser auprès de lui, Victor, furieux, le vire et engage Avery à sa place. Avery annonce donc à Jack qu'elle ne le représente plus.

### Le rapprochement avec Phyllis
- En mai 2012, Paul pense de plus en plus que Ricky a hérité des gènes psychotiques de sa mère, Isabella Brana. Forcé de constater qu'il ne connait pas réellement son fils, il demande à Avery ce qu'elle pense de lui. Elle lui avoue qu'elle a été impressionnée par son talent, sa volonté de défendre les autres et que c'est pour ces raisons qu'elle a embauché. Elle lui confie cependant qu'elle le trouve immoral mais aussi que son ex petite-amie Rachel Dalton s'est suicidée après qu'il l'ait plaquée et qu'après, il s'est d'autant plus investi dans son travail. Il rencontre ensuite la meilleure amie de Rachel, Melissa, qui lui confie qu'elle pense que Ricky a en réalité tué Rachel parce qu'elle voulait rompre avec lui mais qu'elle n'a aucun moyen de le prouver.
- Avery & Phyllis se rapprochent et commencent à se comporter comme de vraies sœurs. En juin 2012, Phyllis lui annonce avec joie sa grossesse et son prochain mariage avec Nick et lui demande d'être sa demoiselle d'honneur. Surprise, elle accepte. Mais le jour J, Phyllis fait une fausse-couche après s'être disputé avec Daisy juste avant d'aller rejoindre Nick & les invités au Gloworn. Alors, ils se marient en intimité, le lendemain, chez eux devant leurs enfants seulement.
- Ricky s'est mis en tête de faire tomber Phyllis. Il se rend chez son ancien psychiatre, Tim Reid et lui vole le dossier médical de Phyllis. Mais peu après Tim l'appelle en lui disant qu'il sait qu'il a le dossier de Phyllis et qu'il ferait mieux de s'intéresser à ce qu'a fait Phyllis au mois de décembre 1994 vers Noel. Phyllis découvre que Ricky la traque. Ricky lui avoue qu'il écrit bien une biographie assassine sur elle et qu'il serait préférable qu'elle l'aide à la réaliser pour pouvoir ensuite confirmer ou démentir certaines choses. Mais elle refuse catégoriquement alors il lui fait comprendre qu'il glanera des informations auprès de son psychiatre. Phyllis comprend qu'il parle de Tim, elle va le voir pour savoir s'il a parlé à Ricky. Lorsqu'elle veut récupérer son dossier, il lui dit qu'il l'a brûlé. Elle n'y croit pas mais le menace s'il parle. Quelques jours plus tard, Tim est porté disparu après ne pas s'être présenté sur son lieu de travail. Phyllis clame au départ son innocence auprès de sa sœur et de la police mais elle finit par avouer à Avery qu'elle l'a payé pour qu'il disparaisse. Avery est alors déçue que Phyllis lui ait menti et la soupçonne de cacher une chose que seul Tim sait.

### La mort de Ricky: le secret de Phyllis révélé au grand jour
- Ricky découvre ensuite une facture de location de voiture dans le dossier de Phyllis. Ce qui l'intrigue, c'est qu'il n'y a pas de facture qui atteste qu'elle a rendu la voiture. Il parle de sa découverte à Daisy et celle-ci, qui vient d'entendre une conversation entre Michael et Heather à ce sujet, comprend que Phyllis a tenté d'écraser Paul & Christine ce fameux Noel 1994. Elle la confronte devant Danny et utilise ce qu'elle sait pour les faire chanter : soit ils l'acceptent ou soit elle la dénonce. Mais se rendant compte que cela n'arrivera jamais, le jour du gala de bienfaisance de Genoa, elle demande à Ricky de l'aider à quitter la ville rapidement avec Lucy sous peine de dire à qui veut l'entendre qu'il espionne l'appartement d'Heather et il accepte. Eden entend leur conversation et les voit partir ensemble chez Ricky. Arrivés chez lui, il la laisse seule le temps d'aller payer sa chambre à l'accueil. Pendant ce temps, Daisy fouille dans son ordinateur pour savoir qui d'autre il surveille et tombe sur une vidéo sur laquelle il noie Rachel dans son bain après l'avoir drogué. Choquée, elle referme immédiatement son ordinateur et fait mine d'avoir reçu un coup de fil important pour s'en aller quand il revient. Elle appelle Michael en urgence pour lui dire qu'elle a quelque chose d'important à lui dire et lui donne rendez-vous près dans l'allée près de l'entrepôt où se tient le gala. Ricky découvre, en ouvrant son ordinateur, ce qu'elle a vu, supprime la vidéo et se met à la recherche de Daisy pour l'empêcher de parler. Alors qu'elle attend Michael, c'est Ricky qui se présente à elle d'un air menaçant. Quand Michael arrive au lieu de rendez-vous, Daisy n'est pas là et à partir de ce jour disparaît. Ricky fait en sorte que toutes les preuves accusent Danny, qui finit par être arrêté pour suspicion de meurtre. Mais rapidement, Eden soupçonne Ricky d'être mêlé dans la disparition de Daisy et en parle à Paul. Quelques jours plus tard, elle pénètre dans la chambre de Ricky et trouve le porte-monnaie et le portable de Daisy. Ricky la surprend et tente de la tuer. Paul la sauve en tirant sur Ricky, qui se défenestre et meurt.
- La nouvelle de la mort de Ricky se répand. La police peine à croire la version de Paul étant donné que le couteau de cuisine avec lequel Ricky voulait tuer Eden n'a pas été retrouvé dans sa chambre après inspection et qu'Eden, amnésique à la suite du choc qu'elle a reçu, ne peut pas dire ce qui s'est passé dans la chambre et pourquoi elle y était. De plus, l'arme avec laquelle il a tiré sur Ricky est intraçable car son numéro de série a été effacé. Lauren révèle alors à Michael qu'elle a acheté cette arme à un trafiquant afin de se protéger de Daisy et que Paul le lui a prise quand il l'a découverte dans son sac. Avery représente Paul jusqu'à ce que Christine revienne et reprenne le dossier. Paul avoue alors à Ronan que Ricky lui a avoué avoir tuer Rachel, Criag Hunt (un ami de Rachel qui devait donné à Paul des informations sur sa mort) et Daisy avant de mourir. Ronan creuse cette piste et grâce aux caméras de surveillance dans le couloir à l'étage de Ricky, il découvre que Ricky a jeté les affaires de Daisy. Danny est alors officiellement blanchi dans la disparition de Daisy et la police la déclare morte, tuée par Ricky. La police confie les affaires de Ricky à Heather. Alors que Christine, à la recherche de quelque chose pour faire libérer Paul, décide de l'aider à les trier, elle découvre un relevé de compte de décembre 1994 appartenant à Phyllis avec comme donnée entourée une location de voiture à Noel 1994. Michael et Ronan trouvent un exemplaire du relevé dans le porte-monnaie de Daisy. Christine en est désormais sûre : c'est Phyllis qui les a renversé avec Paul en 1994 parce qu'elle a vu Danny (son mari de l'époque et ex-mari de Christine) l'embrasser. Phyllis entre alors dans le collimateur de la justice. Avery lui demande d'être honnête avec elle à propos de cette histoire et Phyllis lui ment ouvertement en lui disant qu'elle est absolument innocente de ce dont on l'accuse. Christine réussit ensuite à faire lever la prescription sur l'affaire en prouvant qu'elle était déjà agent fédéral à cette époque et fait arrêter Phyllis devant les membres de sa famille. Sans se poser la moindre question, Avery décide de représenter sa sœur et l'aide à se défendre.

### Phyllis & Avery, de nouveau en guerre
- Avery finit par constater que Phyllis lui ment, de par son comportement semblable à celui de leur père. Mais elle décide quand même de l'aider à éviter la prison. Cependant, Christine est déterminée à ce que Phyllis aille en prison pour longtemps. Phyllis finit par révéler la vérité à Nick, qui la quitte. Avery paie la caution de sa sœur et toute la famille, même Nick qui a décidé de la soutenir pour Summer, l'accueille à sa sortie. Avec cette fâcheuse affaire, William préfère renvoyer Phyllis d'autant plus que Restless Style prépare une émission de téléréalité. en plus, il lui avoue qu'il compte médiatiser son affaire dans l'émission. Pour Nick, il dépasse les bornes alors il se rend dans les locaux du magazine et lui donne un coup de poing. Ce qu'ils ne savent pas, et que William découvre, ensuite, c'est que des caméras ont été placés partout dans les locaux de Restless style et ont donc filmé la scène. Quand William l'incorpore dans la bande-annonce de son émission, Avery demande une mesure de non-publication auprès d'un juge et réussit à l'obtenir. Mais Rafe Torres, l'avocat de William, réussit à la faire lever au moment du lancement de l'émission. Phyllis est donc éreintée pendant la première. Peu après, quand Phyllis lui avoue qu'elle continue à acheter le silence de Tim, de retour en ville, Avery décide de ne plus la représenter.
- En aout 2012, Victor et Sharon se remarient et Victor fait signer un contrat de mariage, rédigé par Avery, à Sharon. Mais quelques heures après leur mariage, ils font une balade à cheval au cours de laquelle Victor disparaît mystérieusement. Sharon croit qu'il l'a abandonné et donc brûle le contrat de mariage. Quand Avery demande à Sharon où est-ce qu'il est, elle lui affirme qu'ils n'ont rien signé. Manipulé par Tucker, elle décide de se venger de Victor en prenant la tête de son entreprise et en la menant à la ruine. Avery affirme aux enfants Newman qu'elle a tout à fait le droit de prendre la succession de Victor étant sa femme mais elle est absolument contre ce qu'elle a l'intention de faire. Alors bien qu'officiellement travaillant pour Sharon, elle décide d'aider Nick et Victoria à renvoyer Sharon. Pour ce faire, elle leur propose de prouver, grâce à ses antécédents, que Sharon est instable mentalement. Nick et Victoria réussissent à amener Sharon devant le juge et celui-ci lui ordonne de se présenter à l'hôpital psychiatrique de Fairview pour que sa santé mentale y soit traitée pendant 72h sous peine de perdre son poste. Pendant ce temps, Victoria prend la tête de l'entreprise. Malheureusement pour elle et Nick, les médecins déclarent Sharon stable et celle-ci reprend immédiatement son poste à sa sortie de l'hôpital. Le cours des actions Newman chute brutalement et en septembre 2012, Victor est déclaré mort dans l'explosion d'un entrepôt à Los Angeles. Tout Genoa est anéanti. Sharon bâcle ses funérailles pour se marier le jour-même avec Tucker mais à la grande surprise de tous, Victor arrive et interrompt le mariage. Il explique à tout le monde que lors de la balade à cheval avec Sharon, son cheval l'a fait tomber et ce violent choc à la tête l'a rendu amnésique. Il a erré au bord de l'autoroute jusqu'à tant qu'un routier le prenne et l'emmène là où il allait, c'est-à-dire Los Angeles. Là, il a trouvé un poste de docker et s'est rapidement rendu compte que le patron du port exploitait ses employés. Il a donc motivé ses collègues à se révolter et c'est pourquoi on a essayé de le tuer dans l'explosion de cet entrepôt. Mais il a été sauvé par la nonne qu'il a rencontrée là-bas dès le premier jour. alors, il reprend son poste de PDG, vire Sharon de l'entreprise, du ranch et la fait même arrêter pour fraude. Les enfants Newman et Victor remercient infiniment Avery pour avoir joué double-jeu dans toute cette histoire.
- Elle entame une relation avec Nicholas Newman alors que celui-ci vient à peine de divorcer de Phyllis Newman. Les mois suivant, il en vienne au mariage mais la veille du mariage, Dylan McAvoy a besoin d'un soutient car il vient d'apprendre que Connor Newman n'est pas son fils. Elle rompt alors avec Nicholas car elle est amoureuse de Dylan.

### Dylan, fils de Nikki
- Nikki confie à Avery qu'après une enquête Dylan est son fils. Elle conseille à Nikki de lui dire. Nikki décide alors d'organiser un dîner de famille. Nicholas dit à Dylan de partir, il n'a rien à faire là. Ils commencent à se disputer puis en viennent au main. Nikki les interrompt, elle crie " Dylan, est mon fils " en pleurant. Tout le monde est choqué. Avery dit à Dylan qu'elle le savait. Il lui en veut mais se réconcilieront. Quelque temps après, ils sont à la recherche du père biologique de Dylan. Mais, n'ayant rien trouvé, il rentre à Genoa City. À leur retour, son père, Ian Ward est là !

### Le retour du couple Dylan/Avery
- Fin 2013, ils se remettent ensemble, ils seront le couple le plus solide de la ville. En mars 2014, Avery passe un concours de cuisine. Sa vidéo fait fortune sur internet, quelque temps après, Austin, un cadreur, vient faire les vidéos d'Avery.
- Avery rompt avec Dylan voyant son rapprochement avec Sharon Newman.

### Avery quitte la ville
- Avery se fait agressée au parc Chancellor, elle accuse Joe (son ex-mari) de l'avoir violée. En juillet 2015, Avery se rend dans la chambre de Joe avec un pistolet, elle s'apprête à lui tirer dessus mais la police arrive à temps et Paul Williams lui annonce que ce n'est pas Joe qui l'a violée, Avery décidera de quitter Genoa City. Elle fera ses adieux à sa sœur (Phyllis Newman), Michael Baldwin, Nicholas Newman et Dylan McAvoy, le 21 juillet 2015.